# Pênis da baleia azul

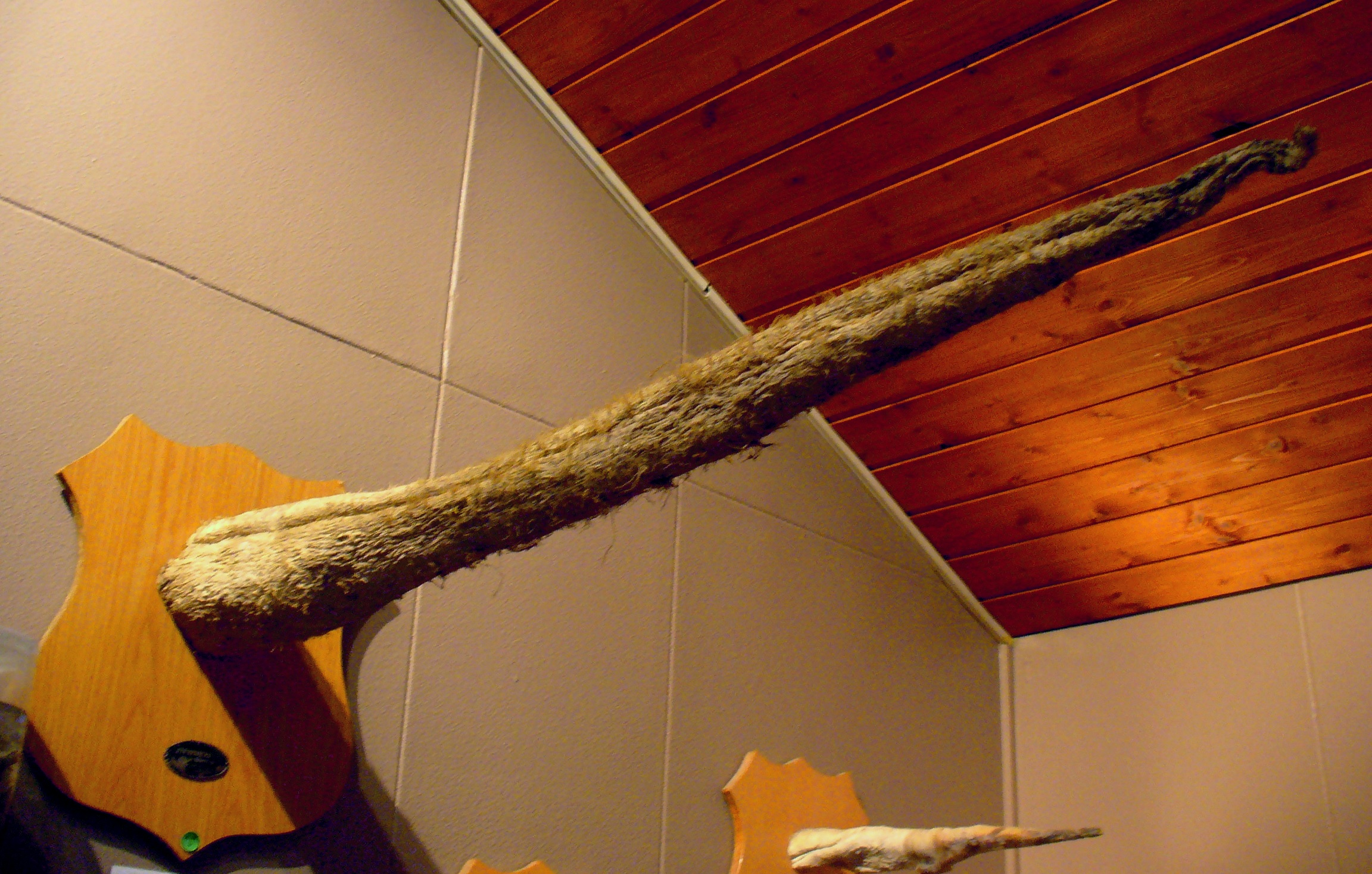
A ponta seca de um pênis da baleia azul, Museu Falológico da Islândia, Reykjavík, Islândia

O pênis da baleia azul é o maior do reino animal. É comumente citado como tendo um comprimento médio do pênis de 2,5 m a 3 m e um diâmetro de 30 cm a 36 cm.
O comprimento médio do pênis relatado varia, mas geralmente é mencionado como tendo um comprimento médio de 2,4 a 3,0 m. O comprimento médio relatado mais comum é de aproximadamente 2,4 m mas o diâmetro médio é de 30 a 36 cm, tornando o pênis proporcionalmente muito longo e fino. No entanto, seu perímetro também foi relatado como sendo mais próximo de 46 cm, com uma única ejaculação estimada em cerca de 35 US pt (17 l; 29 imp pt), com base no tamanho de seus testículos, cada um pesando de 45 a 68 kg.
A "média" para um pênis de baleia azul, no entanto, é difícil de avaliar, uma vez que é improvável que o pênis possa ser medido durante a relação sexual entre os indivíduos. O pênis da baleia azul normalmente está escondido dentro de seu corpo e sai através de uma fenda genital durante a relação sexual. Eles são considerados duros e fibrosos (mais do que em qualquer outro mamífero). Acredita-se que ele use a elasticidade desse tecido para obter uma ereção e não de qualquer fluxo sanguíneo, embora essa hipótese não tenha sido confirmada por nenhum estudo científico. Também é referido, não comprovadamente, que as baleias de espécies como Cachalote e Baleia-Azul sentem dor ao copular devido ao tamanho do órgão e sua fibrosidade.

## Estudos científicos
Com as baleias, o comprimento do pênis pode ser uma indicação da maturidade do organismo. As baleias-sei, por exemplo, são divididas em categorias como imaturas, púberes e maduras. No entanto, o comprimento não é o único fator, pois é registrado em relação ao tamanho dos testículos da baleia e sua histologia. Por exemplo, uma pesquisa realizada na África do Sul descobriu que o pênis mais longo de uma baleia categorizada imatura tinha 96 cm e o menor pênis de uma baleia madura tinha 95 cm. Em comparação, o pênis médio da baleia azul é quase 3 vezes o tamanho de uma baleia-sei. As medições dos espécimes indicam que uma baleia azul medindo 21,6 m de comprimento tinha uma fenda mamária vestigial de 40,6 cm de largura e 48,2 cm de comprimento, com uma medida de pênis de 1,83 m. Em outro exemplar em que o comprimento da baleia era 20 m e pesava 50,9 toneladas, o cérebro pesava apenas 3,636 kg.

"As baleias azuis têm os maiores pênis da Terra. Um pênis de baleia azul ereto é 12 polegadas (30 cm) de diâmetro e dez pés de comprimento (3 m). É fibroelástico como os parentes da baleia azul artiodáctilo. O pênis retraído se curva em um laço em forma de S e fica dentro do corpo. Quando ereto, espreita para fora da fenda genital. As baleias azuis também têm uma válvula espiral distal como tubo espermático. Cetaceans não têm escrotos como os machos mamíferos terrestres. Os escrotos dos mamíferos baixam a temperatura ambiente para manter o esperma viável, então os cetáceos tiveram que encontrar uma maneira de compensar. E eles fizeram. Sangue nas veias que passam pelas barbatanas e o verme perde calor. Quando esse sangue é enviado diretamente para os testículos, os espermatozoides são resfriados abaixo da temperatura corporal e permanecem viáveis. As fêmeas têm uma vulva longa com dois mamilos de cada lado para nutrir os recém-nascidos. Eles vão no cio em qualquer época do ano, mas o mais comum é durante a migração para águas mais quentes para a época de acasalamento."
–"Balaenoptera musculus",University of Wisconsin

## Maior espécime

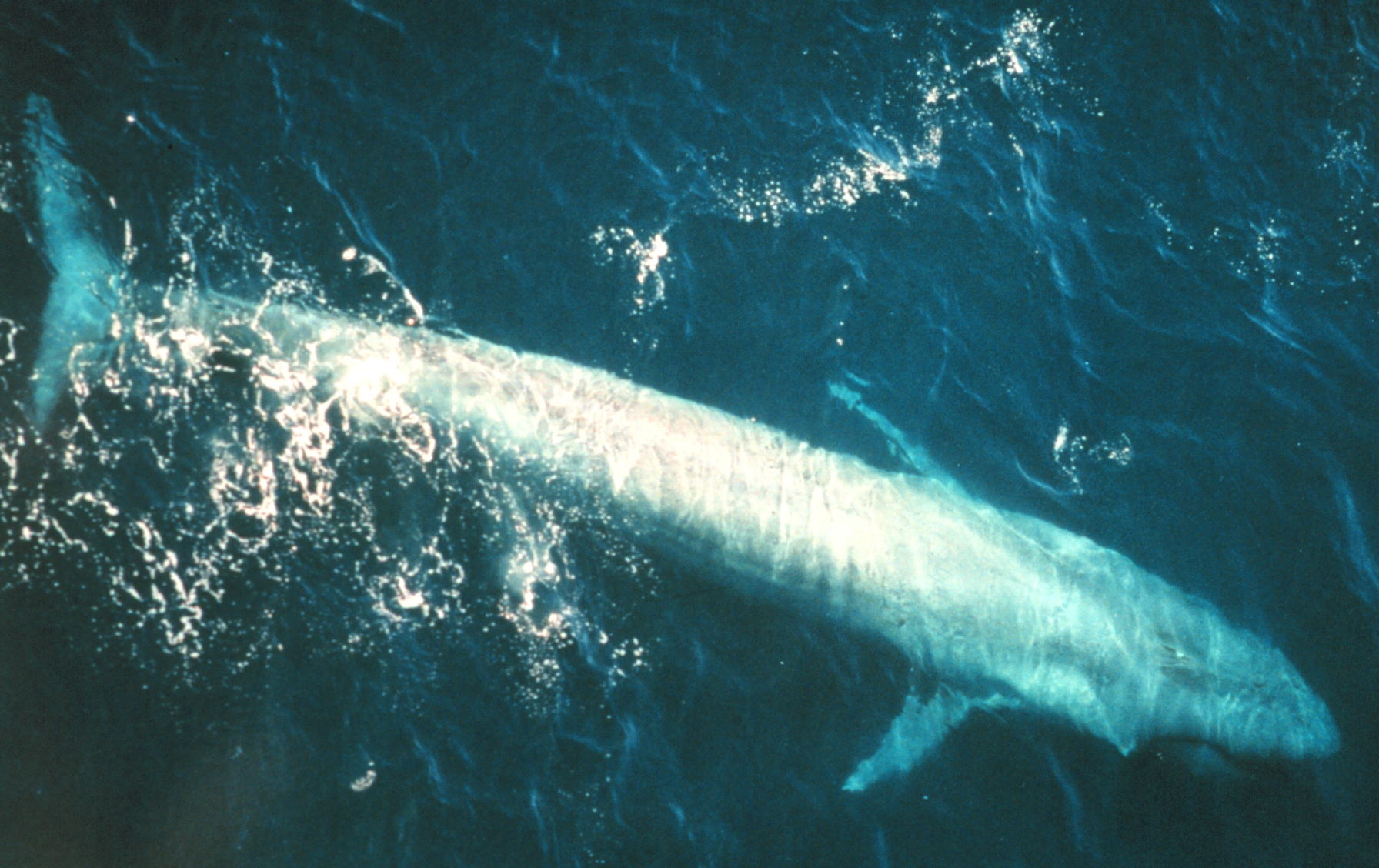
Baleia Azul

O Museu Falológico da Islândia tem uma porção do pênis de uma baleia azul medindo 1,7 m de comprimento e pesando 70 kg, que a Iceland Review apelidou de "um verdadeiro Moby Dick". O espécime é apenas a ponta, pois o órgão inteiro, quando intacto, teria cerca de 5 m de comprimento e pesava cerca de 350–450 kg, bem acima da média até mesmo para uma baleia azul. Em comparação, o pênis de um elefante adulto é o maior pênis de qualquer animal terrestre com 1,8 m em média.